# Lipotriches saussurei
Lipotriches saussurei är en biart som först beskrevs av Heinrich Friese 1902.  Lipotriches saussurei ingår i släktet Lipotriches och familjen vägbin. Inga underarter finns listade i Catalogue of Life.